# Дуас-Баррас
Дуас-Баррас (порт. Duas Barras) — муниципалитет в Бразилии, входит в штат Рио-де-Жанейро. Составная часть мезорегиона Центр штата Рио-де-Жанейро. Входит в экономико-статистический микрорегион Нова-Фрибургу. Население составляет 10 438 человек на 2007 год. Занимает площадь 375,238 км². Плотность населения — 27,8 чел./км².

## История
Город основан 8 мая 1891 года.

## Статистика
- Валовой внутренний продукт на 2005 год составляет 70 948 млн реалов (данные: Бразильский институт географии и статистики).
- Валовой внутренний продукт на душу населения на 2005 год составляет 6679,00 реалов (данные: Бразильский институт географии и статистики).
- Индекс развития человеческого потенциала на 2000 год составляет 0,712 (данные: Программа развития ООН).

## География
Климат местности: горный тропический. В соответствии с классификацией Кёппена, климат относится к категории Cwa.